# Serhij Ławrynenko
Serhij Dmytrowycz Ławrynenko, ukr. Сергій Дмитрович Лавриненко (ur. 17 lutego 1975 w Ordżonikidze, w obwodzie dniepropetrowskim) – ukraiński piłkarz, grający na pozycji obrońcy, trener piłkarski.

## Kariera piłkarska
Wychowanek Szkoły Sportowej w Ordżonikidze. Pierwsi trenerzy Wałerij Kułycki i Hennadij Sewerow. W 1993 rozpoczął karierę piłkarską w klubie Zirka-NIBAS Kirowohrad, dokąd go zaprosił trener Mykoła Fedorenko urodzony również w Ordżonikidze. W listopadzie 1993 razem z trenerem Fedorenko przeniósł się do Siriusu Żółte Wody, ale już po pół miesiąca wrócił do kirowohradzkiej drużyny. Latem 2000 przeszedł do Metałurha Zaporoże, skąd latem 2002 został wypożyczony do końca roku do MFK Mikołajów. Na początku 2004 powrócił do Zirki Kirowohrad, w której zakończył karierę piłkarza latem 2004. Potem jeszcze grał w zespole amatorskim Łokomotyw Znamianka (2010-2012).

## Kariera trenerska
Karierę szkoleniowca rozpoczął po zakończeniu kariery piłkarza. W latach 2009–2010 szkolił dzieci w Szkole Sportowej Zirka-Spartak Kirowohrad. Następnie pracował jako dyrektor Szkoły Sportowej nr 2 w Kirowohradzie. 12 listopada 2014 został mianowany na pełniącego obowiązki głównego trenera Zirki Kirowohrad. 1 listopada 2015 po otrzymaniu dyplomu trenera kategorii PRO został głównym trenerem. 18 sierpnia 2016 został zmieniony na argentyńskiego trenera Dario Drudi. 31 sierpnia 2016 objął prowadzenie klubem Inhułeć Petrowe.

## Sukcesy i odznaczenia

### Sukcesy piłkarskie
Zirka Kirowohrad
- mistrz Ukraińskiej Pierwszej Ligi: 1995